# Los Tres Mosqueteros (ingenieros de Studebaker)

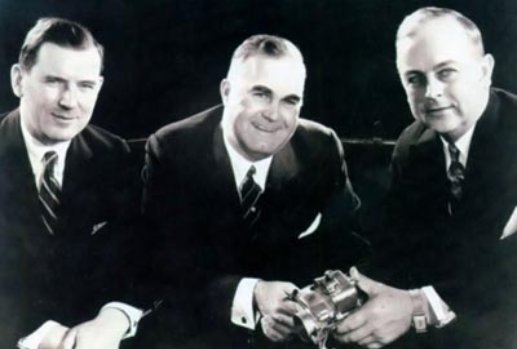
Los Tres Mosqueteros de Chrysler: los ingenieros Carl Breer (derecha), Fred Zeder (centro), y Owen Skelton (izquierda) en 1933

Los Tres Mosqueteros es el apodo dado a un equipo de tres ingenieros de Studebaker: Frederick Morrell Zeder, Owen Ray Skelton y Carl Breer. Los tres llegaron a ser elementos clave en la consolidadción de Chrysler como uno de los tres grandes fabricantes automovilísticos de los Estados Unidos, y figuraban entre los mejores técnicos y gestores de los que se rodeó Walter Percy Chrysler cuando fundó la Chrysler Corporation.

## Historia
El núcleo del equipo de ingeniería se formó inicialmente cuando la empresa Allis-Chalmers seleccionó a veinticinco graduados universitarios de ingeniería mecánica para realizar su curso de aprendizaje de dos años. Frederick Morrell Zeder y Carl Breer fueron dos de los estudiantes elegidos en 1909 y se hicieron grandes amigos durante el curso. Owen Ray Skelton, el tercer miembro del equipo, era ingeniero de diseño en la Packard Motor Car Company, por entonces como especialista en transmisiones. En primer lugar, Zeder ofreció trabajo a Skelton en Studebaker en 1914, y más adelante le pidió a Breer que se uniera a ambos en Studebaker en 1916, lo que completó el trío. Más adelante fundaron la consultora Zeder, Skelton y Breer Engineering (ZSB). Breer se dedicó a corregir los fallos del motor motor Studebaker y su alto consumo de aceite; Skelton trabajó en una nueva transmisión después de descartar la transmisión existente; y Zeder estaba a cargo de rediseñar un automóvil existente y de diseñar automóviles nuevos. Entre los tres habían diseñado los exitosos modelos Light Four, Light Six y Big Six de Studebaker.

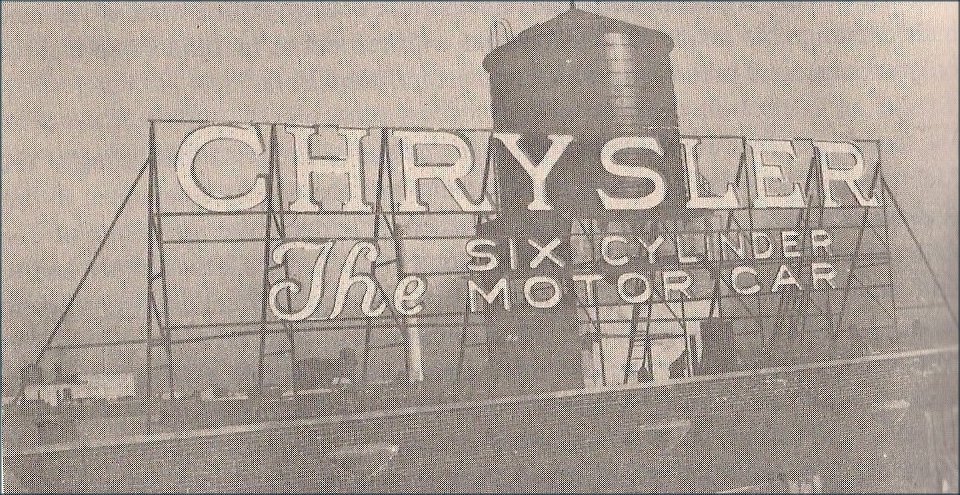
El nombre de Chrysler sobre la factoría de Willys (1920)

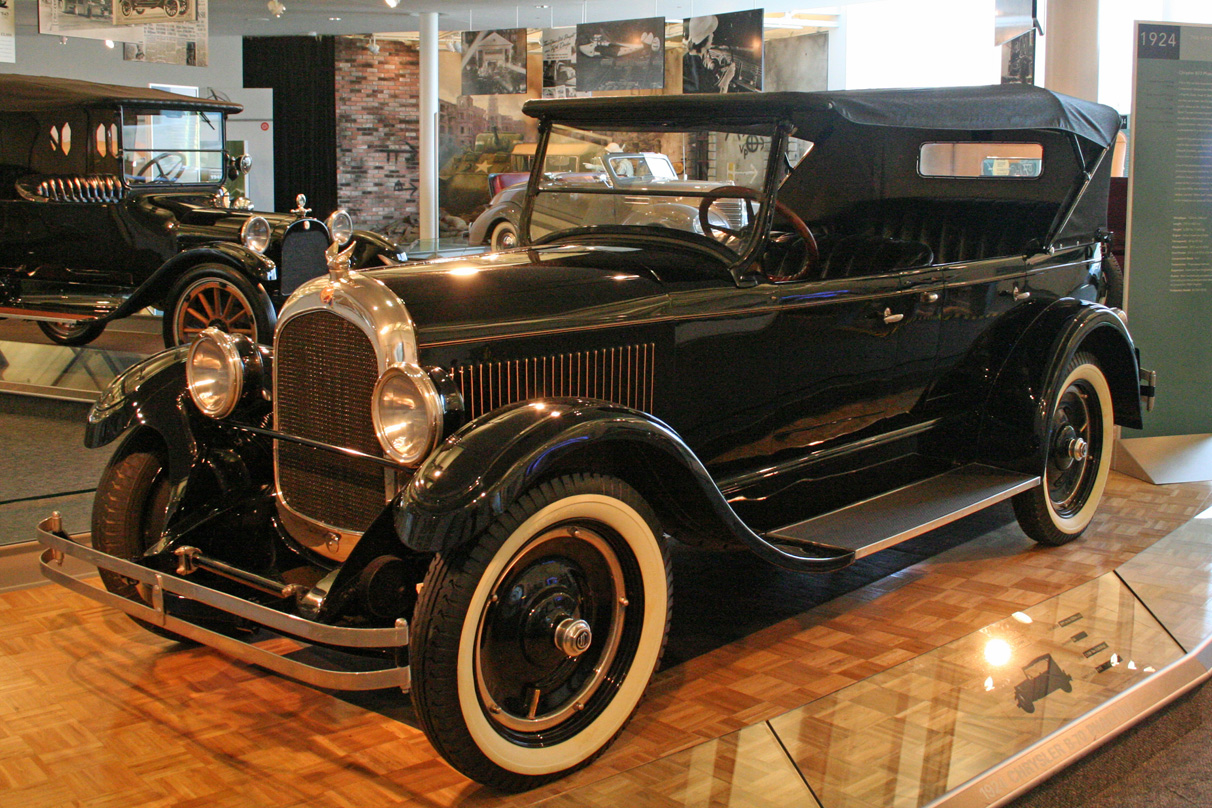
Chrysler (1924)

Walter Percy Chrysler en enero de 1920 estaba trabajando para Willys-Overland como su vicepresidente y gerente general en Elizabeth (Nueva Jersey), e invitó a los tres ingenieros (Zeder, Breer y Skelton) a incorporarse a su empresa. Tras aceptar la propuesta, se trasladaron a Willys-Overland Motors en Nueva Jersey, llevando con ellos un equipo de 28 ingenieros de Studebaker el 14 de julio de 1920. Chrysler comparó a los tres ingenieros con los ficticios "Tres Mosqueteros", Athos, Porthos y Aramis. A Walter Chrysler se le conoció como d'Artagnan, el capitán y líder de los Tres Mosqueteros. Los tres ingenieros se pusieron a trabajar en el diseño de un nuevo automóvil con un nuevo motor en el centro de ingeniería de Willys en Elizabeth, Nueva Jersey. Su tarea era solucionar problemas de ingeniería en el automóvil con motor de seis cilindros Willys existente en fabricación y producir un nuevo diseño de automóvil de "dentro hacia afuera" al mismo tiempo. Los tres ingenieros determinaron que el automóvil de seis cilindros existente requería una remodelación importante y estaba obsoleto en comparación con los automóviles nuevos que acababan de diseñar en Studebaker. El nuevo automóvil Willys que saldrá en 1920 se llamaría "Chrysler" y se construyó un cartel colosal de luces incandescentes que así lo explicaba en la parte superior de la planta de Willys.
Estos planes se detuvieron cuando se descubrió que los fondos reservados para la división Chrysler Motors de la planta de Willys Corporation en Elizabeth habían sido agotados por la sucursal de Willys en Toledo. La compañía Willys estaba en bancarrota y se dirigía a la quiebra. El propio Chrysler renunció a su puesto en Willys en febrero de 1922, cuando la confusión afectó al proceso de producir el nuevo automóvil "Chrysler Six". Zeder, Breer y Skelton se sintieron avergonzados porque habían convencido a un equipo completo de ingenieros para ir a Willys con ellos desde Studebaker, que en ese momento tenía una planta en Detroit que estaba funcionando bien económicamente. Los tres hombres, junto con varios ingenieros de Willys, se establecieron como una firma consultora en Newark (Nueva Jersey), bajo el nombre de "Zeder Skelton Breer Engineering Company".
La planta de Elizabeth y el prototipo del Chrysler Six se vendieron a William Crapo Durant en una liquidación por quiebra. Una vez con Durant al frente, la planta se dedicó a construir el automóvil Star, un modelo de bajo precio. El prototipo Chrysler Six se haría más grande, convirtiéndose en el automóvil Flint de 1923, construido en Flint (Míchigan). Se decía que el Chrysler Six era el primer automóvil moderno. El historiador del automóvil Mark Howell comenta que este automóvil ocupa el segundo lugar después del Ford Modelo T por su impacto en la industria del automóvil, y que supone la línea divisoria entre el automóvil de estilo antiguo y el automóvil moderno. El primer automóvil de lujo de Chrysler tenía un precio asequible, de 1565 dólares.

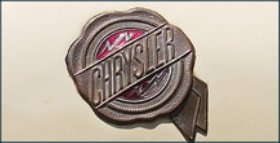
Emblema de Chrysler (1924) con relámpagos luminosos

Walter Chrysler negoció un contrato de administración de cuatro años con Maxwell Motor Corporation el 1 de junio de 1923. Una de las primeras cosas que hizo como su nuevo presidente fue pedir a los ingenieros Zeder, Skelton y Breer que cerraran su empresa de consultoría en Nueva Jersey y vinieran a Detroit con él. Debían hacer todo el trabajo de ingeniería para los automóviles Maxwell y Chalmers; y diseñar un nuevo automóvil Chrysler. Estuvieron de acuerdo y llegaron a Detroit el 6 de junio de 1923.
Allí, en 1924, Chrysler lanzó su propia versión del Chrysler de seis cilindros. El automóvil Chrysler tuvo un éxito financiero inmediato, y en 1925 la compañía de automóviles Maxwell se convirtió en la Chrysler Corporation. Los "relámpagos" en el logotipo de Chrysler eran en realidad letras "zeta", un tributo a Fred Zeder. Este logotipo se usó en el primer automóvil Chrysler construido en 1924, y de vez en cuando, durante años a partir de entonces. Zeder diseñó automóviles como un técnico utilizando parámetros matemáticos de laboratorio en condiciones controladas, aplicando sus conocimientos como ingeniero con formación universitaria.